# Heinrich Kanner
Heinrich Kanner (* 9. November 1864 in Galați; † 15. Februar 1930 in Wien) war ein österreichischer Journalist und Zeitungsherausgeber.

## Leben und Werk
Geboren im ostrumänischen Galatz als Kind einer armen deutschsprachigen jüdischen Familie, zog die Familie 1866 nach Wien. Heinrich Kanner besuchte das Gymnasium und studierte Rechtswissenschaften an der Universität, wo er auch bei dem Statistiker Isidor Singer hörte. Ab 1892 war er Korrespondent der Frankfurter Zeitung in Wien. Im Jahr 1894 gründete Kanner zusammen mit Singer und dem Schriftsteller Hermann Bahr die Wochenzeitung Die Zeit. Was Die Zeit von allen damals in Österreich-Ungarn erschienenen liberalen Zeitungen unterschied, war die Abweichung von dem außenpolitischen Kurs des deutsch-österreichischen Bündnisses. Mitarbeiter der Zeit waren Persönlichkeiten wie Bertha von Suttner, Theodor Herzl, Tomáš Garrigue Masaryk, Felix Salten und Anton Wildgans. Bahr war bis Oktober 1899 der Leiter des Kulturfeuilletons, Schriftleiterin war Grete Schmahl-Wolf. 1902 wurde zusätzlich Die Zeit als gleichnamige Tageszeitung herausgegeben, die bis 1918 erschien und in der Zeit des Ersten Weltkrieges strengsten Zensurmaßnahmen unterworfen war.
Noch während des Weltkrieges begann Heinrich Kanner seine Recherche nach der Kriegsschuldfrage. Zu diesem Zwecke interviewte er während des Krieges eine Reihe von prominenten Vertretern des öffentlichen Lebens darunter auch mehrfach Leon von Bilinski, der von 1912 bis 1915 gemeinsamer Finanzminister der Donaumonarchie war und an den entscheidenden Sitzungen und Besprechungen über die Außenpolitik in dieser Zeit teilgenommen hat. Bilinski bezeugte in den Gesprächen mit Kanner, dass Kaiser Franz Joseph seit dem Frühjahr 1913 fest entschlossen war, nötigenfalls eine Aktion am Balkan zu genehmigen und zwar unbeschadet des Risikos eines Zusammenstoßes mit Russland.
Nach dem Weltkrieg arbeitete Kanner als politischer Journalist weiter an den politischen Fragen des Ersten Weltkrieges, mehrfach besuchte er zu diesem Zweck das Österreichische Haus-, Hof und Staatsarchiv in Wien, um die erhaltenen Originalakten zu studieren. Kanners Veröffentlichungen waren umstritten. Sidney Bradshaw Fay kritisierte im The American Historical Review (Januar-Ausgabe 1927, S. 318), dass Kanner voreingenommen die Quellen interpretieren würde. Als Nicht-Historiker würde Kanner Beweise für seine Thesen einer Kriegsschuld der Mittelmächte sehen, wo es keine geben würden. Hierzu wies Fay nach, dass Kanner teilweise mit falschen Jahresangaben agieren würde und mehrfach Sachzusammenhänge im falschen Kontext berichtet hätte.

## Werke (Auswahl)
- Maschinenschriftliche Manuskripte 1914–1917 The Hoover Institution On War, Revolution and Peace; Stanford University, Kalifornien – zwei Boxen [ID: CSUZ25001-A].
- Neueste Geschichtslügen, Wien 1921.
- Wilhelms II. Abschiedsbrief an das deutsche Volk. Den Deutschen ein Spiegel., Berlin 1922.
- Kaiserliche Katastrophenpolitik, Leipzig 1922.
- Der Schlüssel zur Kriegsschuldfrage, München 1926.
- Der Krieg. Politische Monatsschrift, Wien 1929.
- Revolverjournalist und Bankdirektor. Was der ehemalige Direktor der Ungarischen Allgemeinen Kreditbank Baron Kornfeld sagte. Eine persönliche Erinnerung. Neues Wiener Journal, 34 (1926) #11613, 7. (21. März 1926)